# Teresópolis
Teresópolis, amtlich Município de Teresópolis, ist eine Stadt im brasilianischen Bundesstaat Rio de Janeiro. Die Bevölkerung wurde zum 1. Juli 2019 auf 182.594 Einwohner geschätzt.

## Geographie
Das Gemeindegebiet umfasste 770 km², 2018 wurden 773,338 km² angegeben. Die Stadt liegt 90 Kilometer von Rio de Janeiro entfernt in der Serra dos Órgãos auf einer Höhe von 870 Metern über dem Meeresspiegel. Sie ist damit die höchstgelegene Stadt des Bundesstaates Rio de Janeiro.

## Geschichte
Die ersten europäischen Siedler waren Engländer , die sich um 1820 in der Region einrichteten.
Auf der Stelle des heutigen Teresópolis stand dann zu Beginn des 19. Jahrhunderts ein Bauernhof namens Fazenda dos Órgãos, um den sich eine Ansiedelung bildete.
Einen gewissen Aufschwung erlebte die Siedlung als die Eisenbahnlinie, die Teresópolis tangiert, gebaut wurde. Richtig mit der Küste verbunden wurde die Stadt aber erst, als auch Fernstraßen ins Bergland um die Stadt gebaut wurden. Der Ort hieß zunächst Sant’Ana do Paqueque (aus Santo Antônio do Paquequer), das Territorium unterstand dem damaligen Magé, das zur Provinz Minas Gerais gehörte. Die Emanzipation als selbstverwaltende Stadt und Ausgliederung aus Magé erfolgte am 6. Juli 1891. Sie wurde zu Ehren der letzten Kaiserin Brasiliens, Teresa Maria Cristina von Neapel-Sizilien, benannt.

## Wirtschaft
Die Stadt lebt in erster Linie von der Landwirtschaft. Sie ist führend in der Gemüseproduktion und produziert einen Großteil des Gemüses, das im Bundesstaat Rio de Janeiro verbraucht wird.
Daneben gibt es einen aufstrebenden Tourismus, der vom Bergklima, der Landschaft und der Lage im sogenannten Vale dos Gourmets, dem „Tal der Feinschmecker“, profitiert. Die Grupo Petrópolis betreibt hier eine Großbrauerei.

## Unwetter 2011

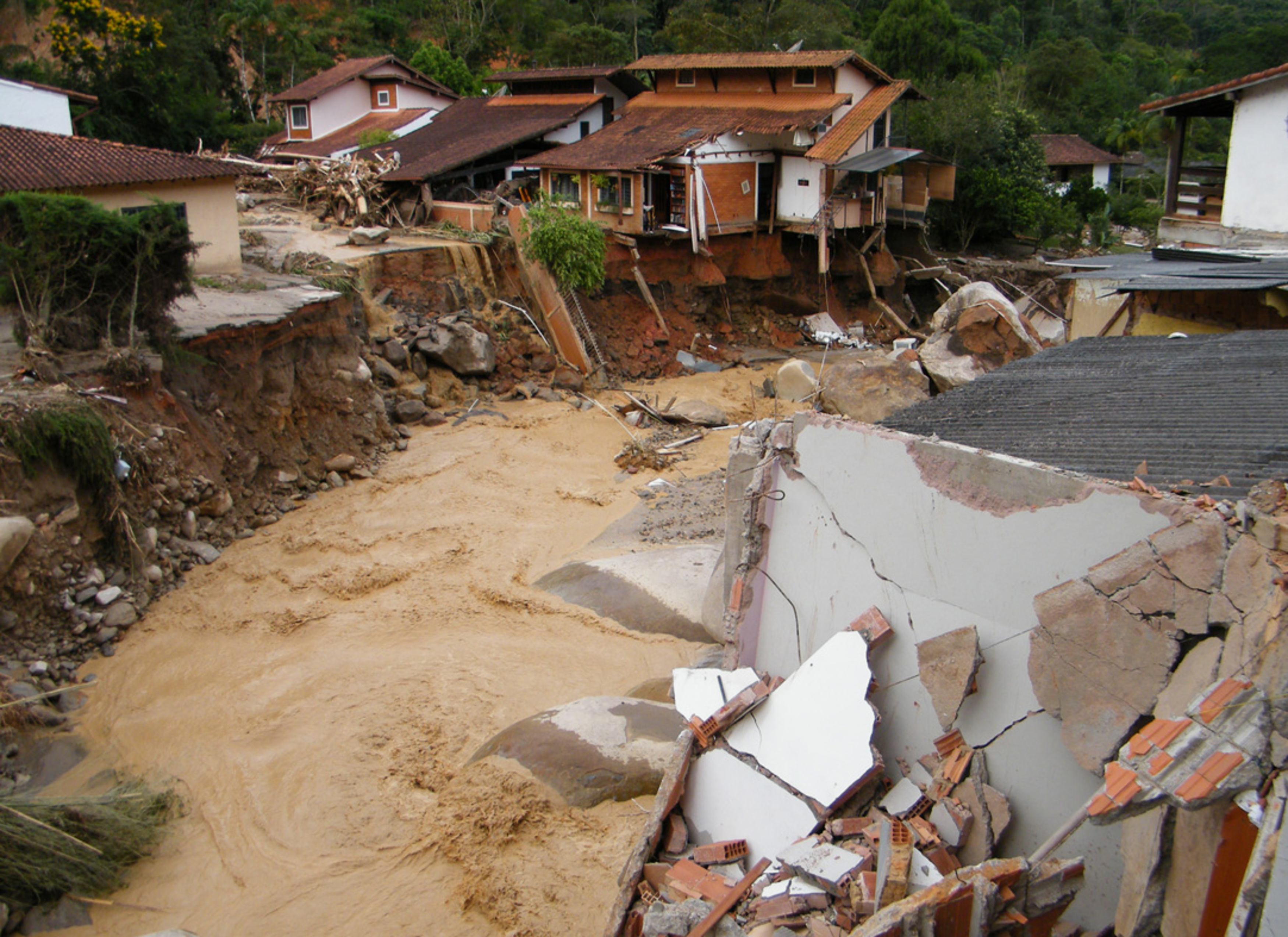
Zerstörungen durch die Schlammlawine Anno 2011

Das Umland der Stadt war am 11. Januar 2011 Schauplatz heftiger Regenfälle, die in der Gegend um Petrópolis, Teresópolis und Nova Friburgo niedergingen und Schlammlawinen auslösten, denen hunderte von Menschen zum Opfer fielen. So stieg der Wasserpegel des Flusses Rio da Posse, der durch das Viertel Posse fließt, innerhalb kurzer Zeit um fünf Meter.

## Persönlichkeiten
- Julia de Paula Viana (* 2005), spanische Volleyballspielerin